# مارك كاري (عازف بيانو)
مارك كاري (بالإنجليزية: Marc Cary)‏ هو عازف جاز وعازف بيانو أمريكي، ولد في 29 يناير 1967 في نيويورك في الولايات المتحدة.

## وصلات خارجية
- مارك كاري على موقع ميوزك برينز (الإنجليزية)
- مارك كاري على موقع أول ميوزيك (الإنجليزية)
- مارك كاري على موقع ديسكوغز (الإنجليزية)